# Rallye de Nouvelle-Zélande 1980
Le Rallye de Nouvelle-Zélande 1980 (11th Motorgard Rally of New Zealand), disputé du 13 au 17 septembre 1980, est la quatre-vingt-troisième manche du championnat du monde des rallyes (WRC) courue depuis 1973, et la huitième manche du championnat du monde des rallyes 1980.

## Contexte avant la course

### Le championnat du monde

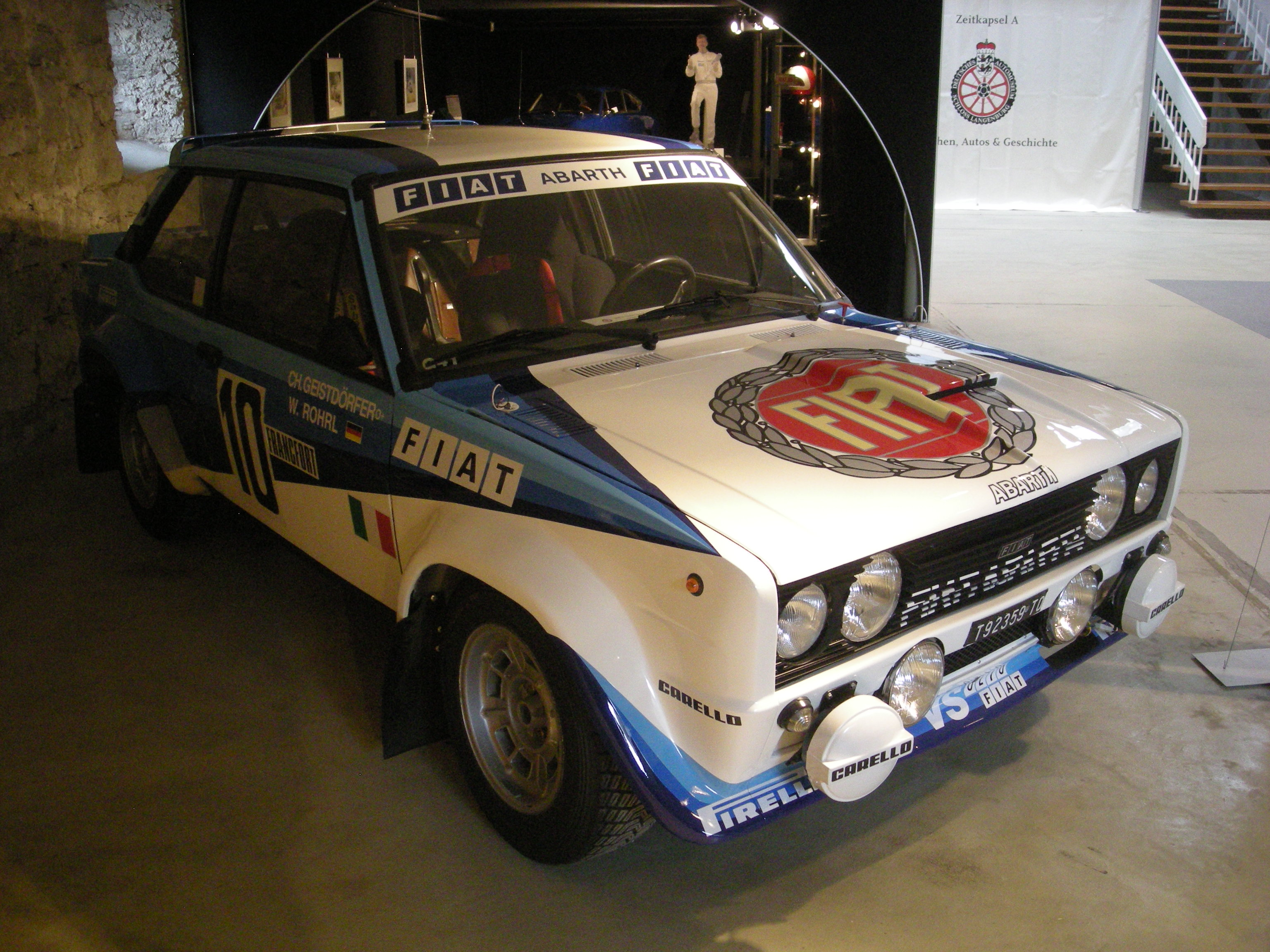
La Fiat 131 Abarth de Walter Röhrl domine le championnat 1980.

Ayant succédé en 1973 au championnat international des marques (en vigueur de 1970 à 1972), le championnat du monde des rallyes se dispute sur une douzaine de manches, dont les plus célèbres épreuves routières internationales, telles le Rallye Monte-Carlo, le Safari ou le RAC Rally. Parallèlement au championnat des constructeurs, la Commission Sportive Internationale (CSI) a depuis 1979 créé un véritable championnat des pilotes qui fait suite à la controversée Coupe des conducteurs instaurée en 1977, dont le calendrier incluait des épreuves de second plan. Pour la saison 1980, la CSI a exclu les manches suédoise et finlandaise du championnat constructeurs, ces deux épreuves comptant uniquement pour le classement des pilotes. Huit des douze manches du calendrier se disputent en Europe, deux en Afrique, une en Amérique du Sud et une en Océanie. Elles sont réservées aux voitures des catégories suivantes :
- Groupe 1 : voitures de tourisme de série
- Groupe 2 : voitures de tourisme spéciales
- Groupe 3 : voitures de grand tourisme de série
- Groupe 4 : voitures de grand tourisme spéciales

Après le retrait officiel de Ford, la lutte pour le titre des constructeurs se joue cette saison entre Fiat et Datsun, avec toutefois un net avantage pour Fiat dont les 131 Abarth se sont imposées au Rallye Monte-Carlo, au Portugal et en Argentine avec Walter Röhrl, alors que la marque japonaise, dont l’évolution groupe 4 de sa berline 160J a été retardée, ne compte qu’une seule victoire, au Safari, avec Shekhar Mehta. Côté pilotes, ses trois victoires ont propulsé Röhrl en tête du championnat, avec une avance confortable sur son coéquipier Markku Alén, récent vainqueur du  Rallye des 1000 lacs.

### L'épreuve
Le rallye de Nouvelle-Zélande fut disputé pour la première fois en 1969, se déroulant intégralement sur l'Ile du Nord, qui servit de cadre à neuf des dix éditions disputées jusqu'en 1979. Pour 1980, les organisateurs ont déplacé son parcours sur l'Ile du Sud, qui avait déjà servi de cadre à cette épreuve sur terre en 1970. Malgré la méconnaissance du tracé pour la plupart des équipages, la possibilité de reconnaissance les semaines précédant la course leur a été refusée, le parcours n'étant cette année révélé qu'au moment du départ.

## Le parcours
- départ : 13 septembre 1980 de Nelson
- arrivée : 16 septembre 1980 à Christchurch

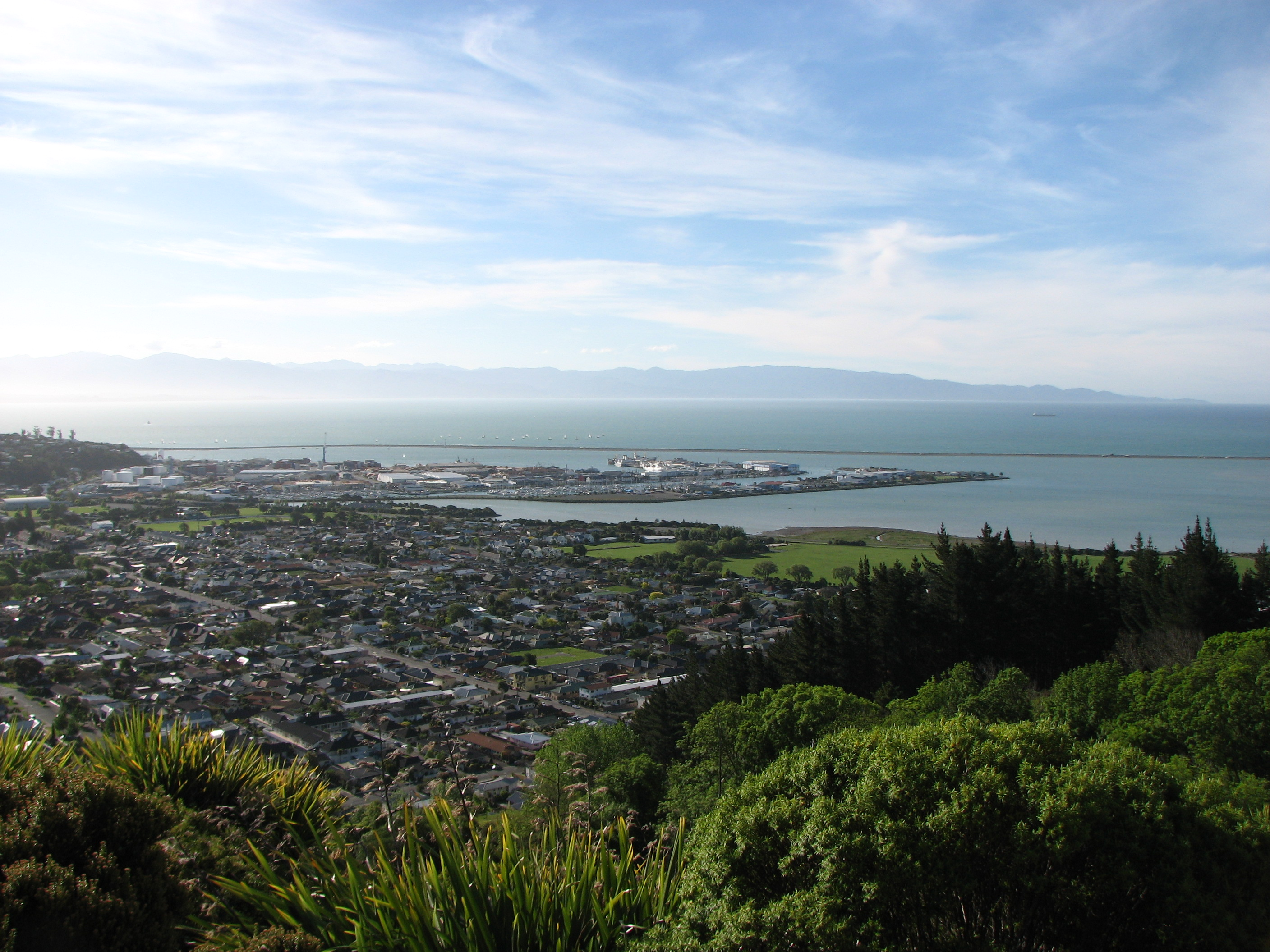
Nelson, ville de départ du rallye.

- inspection technique  des véhicules les mieux classés : 17 septembre 1980 à Christchurch
- distance : 2181 km, dont 1034 km sur 41 épreuves spéciales
- surface : terre (98%) et asphalte (2%)
- Parcours divisé en quatre étapes[3]

### Première étape
- Nelson - Nelson, le 13 septembre
- distance : 166 km, dont 127 km sur 7 épreuves spéciales (terre)

### Deuxième étape
- Nelson - Nelson, le 14 septembre
- distance : 384 km, dont 237 km sur 9 épreuves spéciales (terre)

### Troisième étape
- Nelson - Murchison - Greymouth, le 15 septembre
- distance : 756 km, dont 359 km sur 12 épreuves spéciales (terre)

### Quatrième étape
- Greymouth - Christchurch, du 16 au 17 septembre
- distance : 875 km, dont 311 km sur 13 épreuves spéciales (2 sur asphalte, 1 mixte asphalte/terre, 10 sur terre)

## Les forces en présence
- Fiat

La manche néo-zélandaise du championnat ne figurait pas au programme initial de Fiat, mais après les trois victoires de Walter Röhrl le constructeur turinois vise désormais le titre et a finalement engagé la 131 Abarth groupe 4 victorieuse en Argentine pour le pilote allemand. En configuration terre, la voiture pèse un peu plus d'une tonne ; elle est équipée d'un moteur deux litres seize soupapes à injection Kugelfischer développe 225 chevaux à 7500 tr/min. Fiat utilise des pneus Pirelli.
- Datsun

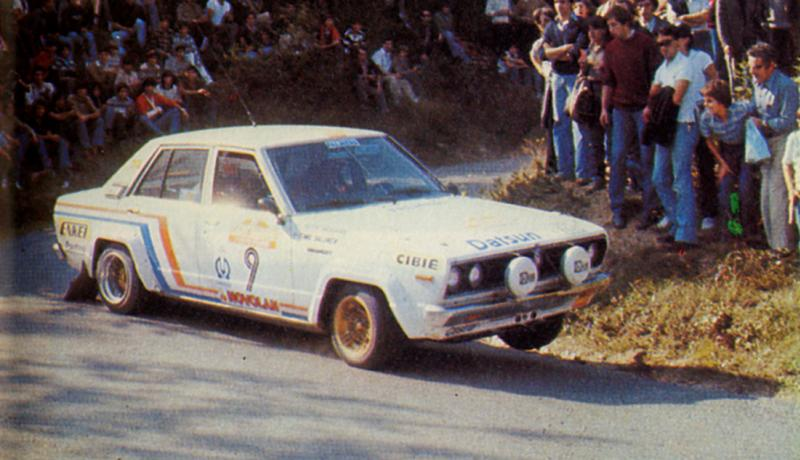
La Datsun 160J groupe 2 (vue ici en 1979 aux mains de Salonen).

La Nouvelle-Zélande représente un marché important pour la marque japonaise, qui a préparé deux berlines 160J groupe 2 pour son pilote attitré Timo Salonen, épaulé pour la circonstance par le pilote australien George Fury, un habitué de l'épreuve. Ces voitures d'environ une tonne disposent d'un moteur quatre cylindres de deux litres de cylindrée à simple arbre à cames, développant 190 chevaux à 7400 tr/min. Elles sont chaussées de pneus Dunlop
- Mercedes-Benz

Comme en Argentine, le constructeur allemand a engagé  trois coupés 500 SLC groupe 2 (1350 kg moteur V8 de cinq litres, 340 chevaux à 6500 tr/min, boîte automatique) et un coupé 280 CE (1300 kg, six cylindres, 2800 cm3, 220 chevaux), tous équipés de pneus Dunlop. Les voitures les plus puissantes sont confiées à Björn Waldegård, Hannu Mikkola et Andrew Cowan, la 280 à Ingvar Carlsson. L'écurie a une nouvelle fois d'énormes moyens à sa disposition, l'équipe d'assistance comprenant plus de quarante personnes et un hélicoptère d'intervention.
- Ford

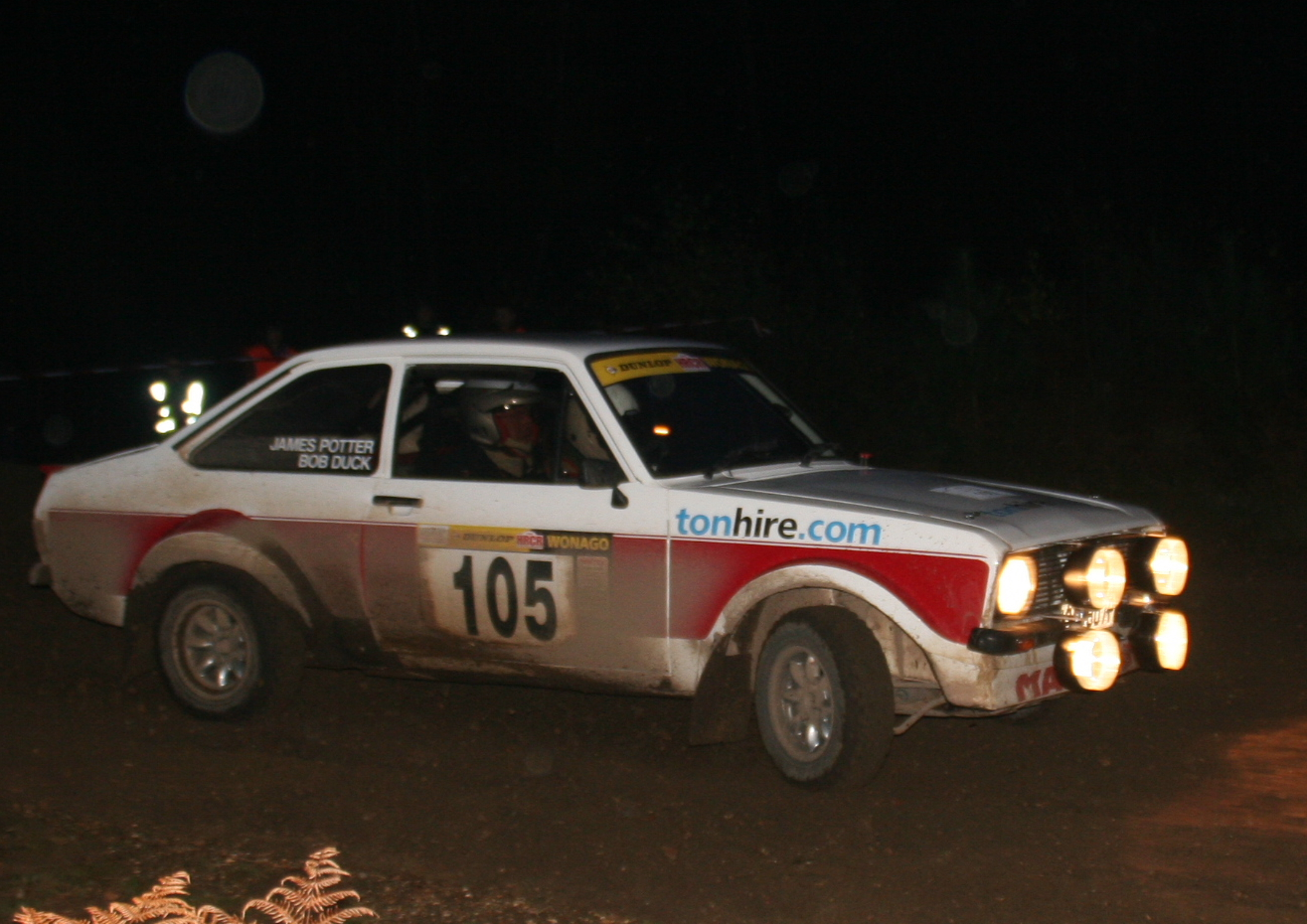
Une Escort RS1800 groupe 4 semblable à celle d'Airikkala, lors d'une manifestation historique.

Importateur local de Ford, Masport engage deux Escort RS1800 groupe 4 pour Pentti Airikkala et Jim Donald. Ces voitures pèsent environ une tonne et disposent d'un moteur deux litres à double arbre à cames en tête délivrant 265 chevaux à 8500 tr/min. Elles sont chaussées de pneus Dunlop. Ford est également bien représenté en groupe 2, de nombreux pilotes privés s'alignant sur des Escort RS1600.
- Vauxhall

La marque britannique de GM est présente à l’initiative de son agent néo-zélandais, qui a préparé quatre Chevette HSR groupe 4 (1020 kg, moteur quatre cylindres de 2300 cm3 à double arbre à cames en tête développant 240 chevaux à 7200 tr/min). Elles sont aux mains de pilotes locaux, les plus en vue étant Paul Adams et Shane Murland. Tous utilisent des pneus Dunlop.

## Déroulement de la course

### Première étape

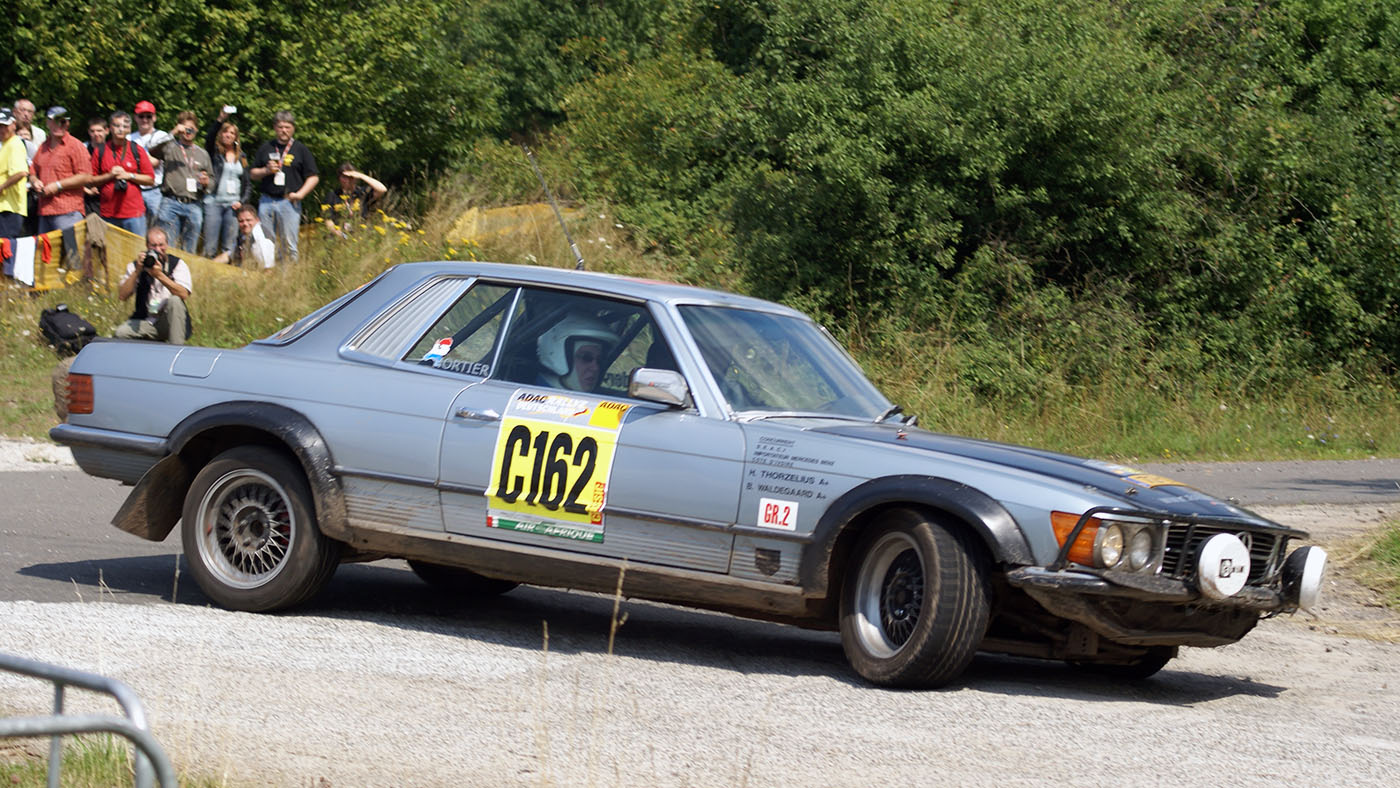
Malgré les énormes moyens déployés par Mercedes, les lourds coupés 500 SLC manquent de compétitivité sur les étroites pistes néo-zélandaises.

Les 85 équipages s’élancent de Nelson le samedi. Les pistes, étroites et boueuses, sont très glissantes et Timo Salonen se montre de loin le plus rapide sur les premières épreuves spéciales, sa Datsun devançant régulièrement Walter Röhrl, le pilote allemand ne pouvant tirer le maximum de sa Fiat faute de pneus adaptés au terrain. Les coupés Mercedes manquent de maniabilité et sont vite distancés, d'autant qu'Hannu Mikkola a été d'emblée retardé par une fuite d'essence et a achevé le premier secteur en vingt-huitième position. Pentti Airikkala a également perdu du temps à cause d'une crevaison peu après le départ, mais fait ensuite jeu égal avec Röhrl et Salonen et parvient bientôt à replacer sa Ford Escort aux avant-postes. À mi-parcours, Röhrl peut enfin disposer de pneus spécifiques et peut dès-lors exploiter pleinement le potentiel de sa 131 Abarth, sans toutefois parvenir à menacer Salonen qui va achever cette première étape avec près d'une minute d'avance sur son principal rival. Meilleur pilote local, Jim Donald pointe à la troisième place au volant de son Escort, juste devant son coéquipier Airikkala, bien remonté. Sur la seconde Datsun officielle, Fury, un moment troisième, pointe désormais au cinquième rang, alors qu'Andrew Cowan, sixième, est le mieux placé des pilotes Mercedes car Björn Waldegård a perdu plusieurs minutes dans l'avant-dernier secteur à la suite d'une crevaison.
| Pos. | Pilote           | Copilote              | Voiture                    | Groupe | Temps           | Écart         |
| ---- | ---------------- | --------------------- | -------------------------- | ------ | --------------- | ------------- |
| 1    | Timo Salonen     | Seppo Harjanne        | Datsun 160J PA10           | 2      | 1 h 54 min 54 s |               |
| 2    | Walter Röhrl     | Christian Geistdörfer | Fiat 131 Abarth            | 4      | 1 h 55 min 45 s | + 51 s        |
| 3    | Jim Donald       | Kevin Lancaster       | Ford Escort RS1800         | 4      | 1 h 57 min 02 s | + 2 min 08 s  |
| 4    | Pentti Airikkala | Chris Porter          | Ford Escort RS1800         | 4      | 1 h 57 min 46 s | + 2 min 52 s  |
| 5    | George Fury      | Monty Suffern         | Datsun 160J PA10           | 2      | 1 h 58 min 33 s | + 3 min 39 s  |
| 6    | Andrew Cowan     | Klaus Kaiser          | Mercedes-Benz 500 SLC      | 2      | 2 h 02 min 44 s | + 7 min 50 s  |
| 7    | Hannu Mikkola    | Arne Hertz            | Mercedes-Benz 500 SLC      | 2      | 2 h 03 min 08 s | + 8 min 14 s  |
| 8    | Shane Murland    | Jocelyn Murland       | Vauxhall Chevette 2300 HSR | 4      | 2 h 03 min 30 s | + 8 min 36 s  |
| 9    | Ingvar Carlsson  | Claes Billstam        | Mercedes 280 CE            | 2      | 2 h 03 min 40 s | + 8 min 46 s  |
| 10   | Paul Adams       | Jim Scott             | Vauxhall Chevette 2300 HSR | 4      | 2 h 04 min 00 s | + 9 min 06 s  |
| 14   | Björn Waldegård  | Hans Thorszelius      | Mercedes-Benz 500 SLC      | 2      | 2 h 07 min 03 s | + 12 min 09 s |

### Deuxième étape
La journée du dimanche se déroule de nouveau autour de Nelson. Les pluies ont cessé et les pistes sont beaucoup plus roulantes que la veille, permettant à Röhrl et Airikkala de reprendre du terrain à Salonen, dont la voiture est moins puissante. Airikkala dépasse rapidement son coéquipier Donald, et après trois spéciales Röhrl est revenu à dix secondes de la Datsun de tête. Dans le long secteur de Stanley Brook (52 kilomètres), Röhrl s’impose encore et pour onze secondes s'empare du commandement, alors que Donald abandonne sur sortie de route et qu'Airikkaka, retardé par une crevaison, perd la troisième place au profit de Fury. S'ensuit une épreuve de près de 60 kilomètres, au cours de laquelle Salonen et Röhrl font pratiquement jeu égal, tandis qu'Airikkala revient à quatre secondes de la Datsun de Fury. La piste est rocailleuse dans le secteur suivant, et beaucoup subissent des crevaisons. Röhrl n'est pas épargné, et malgré un minimum de temps concédé le pilote allemand retombe à la seconde place, dix secondes derrière Salonen dont les pneus Dunlop ont bien résisté dans cette section. Disposant de la même monte, Airikkala en profite pour récupérer la troisième place. Salonen et Airikkala sont encore les plus rapides dans les derniers secteurs, le pilote Datsun regagnant Nelson avec une avance sur Röhrl portée à plus d'une minute. Quatrième, Fury a perdu pas mal de temps sur Airikkala et se voit directement menacé par Mikkola, bien remonté, alors que son coéquipier Cowan a plongé à la trentième place du classement à cause d'une panne de différentiel.
| Pos. | Pilote           | Copilote              | Voiture                    | Groupe | Temps           | Écart         |
| ---- | ---------------- | --------------------- | -------------------------- | ------ | --------------- | ------------- |
| 1    | Timo Salonen     | Seppo Harjanne        | Datsun 160J PA10           | 2      | 4 h 36 min 31 s |               |
| 2    | Walter Röhrl     | Christian Geistdörfer | Fiat 131 Abarth            | 4      | 4 h 37 min 36 s | + 1 min 05 s  |
| 3    | Pentti Airikkala | Chris Porter          | Ford Escort RS1800         | 4      | 4 h 42 min 10 s | + 5 min 39 s  |
| 4    | George Fury      | Monty Suffern         | Datsun 160J PA10           | 2      | 4 h 46 min 18 s | + 9 min 47 s  |
| 5    | Hannu Mikkola    | Arne Hertz            | Mercedes-Benz 500 SLC      | 2      | 4 h 48 min 01 s | + 11 min 30 s |
| 6    | Paul Adams       | Jim Scott             | Vauxhall Chevette 2300 HSR | 4      | 4 h 48 min 17 s | + 11 min 46 s |
| 7    | Ingvar Carlsson  | Claes Billstam        | Mercedes 280 CE            | 2      | 4 h 50 min 59 s | + 14 min 28 s |
| 8    | Björn Waldegård  | Hans Thorszelius      | Mercedes-Benz 500 SLC      | 2      | 4 h 54 min 17 s | + 17 min 46 s |
| 9    | Shane Murland    | Jocelyn Murland       | Vauxhall Chevette 2300 HSR | 4      | 5 h 00 min 40 s | + 24 min 09 s |
| 10   | Glenn McIntyre   | Dennis Roderick       | Ford Escort RS1600         | 2      | 5 h 05 min 20 s | + 28 min 49 s |
| 30   | Andrew Cowan     | Klaus Kaiser          | Mercedes-Benz 500 SLC      | 2      | 5 h 25 min 09 s | + 48 min 38 s |

### Troisième étape

#### Nelson - Murchison
Les équipages rescapés quittent la région de Nelson le lundi, en direction de la 'West Coast'. Les pistes sont pratiquement sèches et Salonen continue à attaquer, portant bientôt son avance sur Röhrl à près de deux minutes, mais dans le secteur de Glen Hope il perd le contrôle de sa Datsun aux abords d'un petit pont et sort de la route. Il perd un peu plus d'une minute avant de pouvoir repartir, conservant tout de même la première place. Il lève alors un peu le pied, permettant à Röhrl et Airikkala de se rapprocher. La pluie refait son apparition, rendant les pistes extrêmement glissantes. Dans ces conditions, les Mercedes sont difficiles à maîtriser ; Waldegård et Cowan vont tous deux sortir de la route, le premier, tombé dans un fossé et coincé par une clôture, ne parvenant à repartir qu'après l'intervention héliportée de son assistance et l'aide d'un groupe de spectateurs. À la halte de Murchison, Salonen reste en tête, mais l'écart entre les deux premiers n'est plus que de trente-sept secondes, Airikkala ayant quant à lui réduit son retard à moins de quatre minutes. Retardé par de nombreuses crevaisons, Fury a rétrogradé à la sixième place, derrière la Mercedes de Mikkola et la Vauxhall Chevette de Paul Adams.
| Pos. | Pilote           | Copilote              | Voiture                    | Groupe | Temps           | Écart         |
| ---- | ---------------- | --------------------- | -------------------------- | ------ | --------------- | ------------- |
| 1    | Timo Salonen     | Seppo Harjanne        | Datsun 160J PA10           | 2      | 7 h 00 min 21 s |               |
| 2    | Walter Röhrl     | Christian Geistdörfer | Fiat 131 Abarth            | 4      | 7 h 00 min 58 s | + 37 s        |
| 3    | Pentti Airikkala | Chris Porter          | Ford Escort RS1800         | 4      | 7 h 04 min 08 s | + 3 min 47 s  |
| 4    | Hannu Mikkola    | Arne Hertz            | Mercedes-Benz 500 SLC      | 2      | 7 h 13 min 46 s | + 13 min 25 s |
| 5    | Paul Adams       | Jim Scott             | Vauxhall Chevette 2300 HSR | 4      | 7 h 16 min 03 s | + 15 min 42 s |
| 6    | George Fury      | Monty Suffern         | Datsun 160J PA10           | 2      | 7 h 16 min 12 s | + 15 min 51 s |

#### Murchison - Greymouth
Salonen réalise un excellent temps dans la forêt d'Hochstetter, où il devance ses principaux adversaires de plus d'une minute. Il va dès lors parfaitement contrôler la course, ralliant Greymouth avec plus d'une minute et demie d'avance sur Röhrl et plus de cinq sur Airikkala. Toujours quatrième, Mikkola compte désormais plus d'un quart d'heure de retard. Victime de nombreux problèmes sur sa Chevette, Adams est retombé au septième rang, derrière Fury et Waldegård.

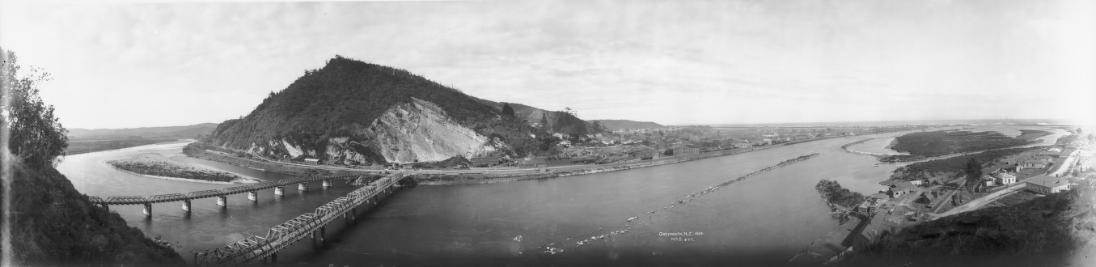
Greymouth, terme de la troisième étape.

| Pos. | Pilote           | Copilote              | Voiture                    | Groupe | Temps           | Écart         |
| ---- | ---------------- | --------------------- | -------------------------- | ------ | --------------- | ------------- |
| 1    | Timo Salonen     | Seppo Harjanne        | Datsun 160J PA10           | 2      | 8 h 42 min 13 s |               |
| 2    | Walter Röhrl     | Christian Geistdörfer | Fiat 131 Abarth            | 4      | 8 h 43 min 50 s | + 1 min 37 s  |
| 3    | Pentti Airikkala | Chris Porter          | Ford Escort RS1800         | 4      | 8 h 47 min 22 s | + 5 min 09 s  |
| 4    | Hannu Mikkola    | Arne Hertz            | Mercedes-Benz 500 SLC      | 2      | 8 h 58 min 20 s | + 16 min 07 s |
| 5    | George Fury      | Monty Suffern         | Datsun 160J PA10           | 2      | 9 h 01 min 43 s | + 19 min 30 s |
| 6    | Björn Waldegård  | Hans Thorszelius      | Mercedes-Benz 500 SLC      | 2      | 9 h 11 min 08 s | + 28 min 55 s |
| 7    | Paul Adams       | Jim Scott             | Vauxhall Chevette 2300 HSR | 4      | 9 h 13 min 21 s | + 31 min 08 s |

### Quatrième étape
Avec près de neuf-cents kilomètres, la dernière étape est la plus longue. Elle va être d'autant plus difficile qu'une partie se dispute de nuit et que la pluie est toujours présente. Airikkala est de loin le plus rapide dans les trois premiers secteurs chronométrés, devenant menaçant pour Röhrl à qui il a repris plus d'une minute en seulement cinquante-cinq kilomètres chronométrés ! Malheureusement pour l'équipage de la Ford, il en perd le contrôle aussitôt après avoir remporté sa troisième épreuve spéciale et l'Escort chute cent mètres en contrebas de la piste ; Airikkala est sérieusement touché au bras, son copilote Chris Porter à l'épaule. Un peu plus tôt, Cowan était également sorti de la route et avait abandonné.
Les positions sont désormais acquises, Salonen contrôlant facilement l'écart avec Röhrl. Il termine l'épreuve avec près de trois minutes d'avance sur son rival, remportant sa seconde victoire en championnat, trois ans après son succès au Critérium du Québec. Très régulier après ses déboires initiaux, Mikkola obtient une méritoire troisième place, devant la Datsun de Fury. Les difficultés de la course ont entraîné l'abandon de la moitié des équipages engagés.

### Classements intermédiaires
Classements intermédiaires des pilotes après chaque épreuve spéciale

### Classement général
| Pos | No | Pilote          | Copilote              | Voiture                    | Temps            | Écart             | Groupe |
| --- | -- | --------------- | --------------------- | -------------------------- | ---------------- | ----------------- | ------ |
| 1   | 5  | Timo Salonen    | Seppo Harjanne        | Datsun 160J PA10           | 12 h 06 min 57 s |                   | 2      |
| 2   | 2  | Walter Röhrl    | Christian Geistdörfer | Fiat 131 Abarth            | 12 h 09 min 38 s | + 2 min 41 s      | 4      |
| 3   | 3  | Hannu Mikkola   | Arne Hertz            | Mercedes-Benz 500 SLC      | 12 h 29 min 22 s | + 22 min 25 s     | 2      |
| 4   | 8  | George Fury     | Monty Suffern         | Datsun 160J PA10           | 12 h 34 min 10 s | + 27 min 13 s     | 2      |
| 5   | 1  | Björn Waldegård | Hans Thorszelius      | Mercedes-Benz 500 SLC      | 12 h 42 min 38 s | + 35 min 41 s     | 2      |
| 6   | 9  | Paul Adams      | Jim Scott             | Vauxhall Chevette 2300 HSR | 12 h 49 min 20 s | + 42 min 23 s     | 4      |
| 7   | 20 | Paddy Davidson  | Paul Greaves          | Ford Escort RS1600         | 13 h 19 min 26 s | + 1 h 12 min 29 s | 2      |
| 8   | 25 | David Parkes    | Stuart Green          | Ford Escort RS1600         | 13 h 19 min 53 s | + 1 h 12 min 56 s | 2      |
| 9   | 27 | Glenn McIntyre  | Dennis Roderick       | Ford Escort RS1600         | 13 h 22 min 05 s | + 1 h 15 min 08 s | 2      |
| 10  | 32 | Morrie Chandler | Don Campbell          | Mitsubishi Lancer          | 13 h 30 min 50 s | + 1 h 23 min 53 s | 2      |

## Hommes de tête
- ES1 à ES10 :  Timo Salonen -  Seppo Harjanne (Datsun 160J PA10)
- ES11 à ES12 :  Walter Röhrl -  Christian Geistdörfer (Fiat 131 Abarth)
- ES13 à ES41 :  Timo Salonen -  Seppo Harjanne (Datsun 160J PA10)

## Vainqueurs d'épreuves spéciales
- Pentti Airikkala -  Chris Porter (Ford Escort RS1800) : 15 spéciales (ES 5, 6, 8, 9, 12, 13, 15, 19 à 21, 27 à 31)
- Timo Salonen -  Seppo Harjanne (Datsun 160J PA10) : 15 spéciales (ES 1 à 3, 13, 14, 16 à 18, 23, 31 à 35, 38)
- Walter Röhrl -  Christian Geistdörfer (Fiat 131 Abarth) : 12 spéciales (ES 4, 7, 10, 11, 22, 24, 26, 36, 38 à 41)
- Hannu Mikkola -  Arne Hertz (Mercedes-Benz 500 SLC) : 1 spéciale (ES 25)
- Paul Adams -  Jim Scott (Vauxhall Chevette 2300 HSR) : 1 spéciale (ES 37)

## Résultats des principaux engagés
| No | Pilote           | Copilote              | Voiture                    | Groupe | Classement général                         | Class. groupe |
| -- | ---------------- | --------------------- | -------------------------- | ------ | ------------------------------------------ | ------------- |
| 1  | Björn Waldegård  | Hans Thorszelius      | Mercedes-Benz 500 SLC      | 2      | 5e à 35 min 41 s                           | 4e            |
| 2  | Walter Röhrl     | Christian Geistdörfer | Fiat 131 Abarth            | 4      | 2e à 2 min 41 s                            | 1er           |
| 3  | Hannu Mikkola    | Arne Hertz            | Mercedes-Benz 500 SLC      | 2      | 3e à 22 min 25 s                           | 2e            |
| 4  | Pentti Airikkala | Chris Porter          | Ford Escort RS1800         | 4      | ab. après la 31e spéciale (accident)       | -             |
| 5  | Timo Salonen     | Seppo Harjanne        | Datsun 160J PA10           | 2      | 1er                                        | 1er           |
| 6  | Andrew Cowan     | Klaus Kaiser          | Mercedes-Benz 500 SLC      | 2      | ab. dans la 29e spéciale (sortie de route) | -             |
| 7  | Jim Donald       | Kevin Lancaster       | Ford Escort RS1800         | 4      | ab. dans la 11e spéciale (accident)        | -             |
| 8  | George Fury      | Monty Suffern         | Datsun 160J PA10           | 2      | 4e à 27 min 13 s                           | 3e            |
| 9  | Paul Adams       | Jim Scott             | Vauxhall Chevette 2300 HSR | 4      | 4e à 42 min 23 s                           | 2e            |
| 11 | Tony Teesdale    | Gary Smith            | Ford Escort RS1800         | 4      | ab. avant la 1re spéciale (moteur)         | -             |
| 12 | Shane Murland    | Jocelyn Murland       | Vauxhall Chevette 2300 HSR | 4      | ab. dans la 28e spéciale (sortie de route) | -             |
| 16 | Ingvar Carlsson  | Claes Billstam        | Mercedes 280 CE            | 2      | ab. dans la 19e spéciale (sortie de route) | -             |
| 20 | Paddy Davidson   | Paul Greaves          | Ford Escort RS1600         | 2      | 7e à 1 h 12 min 29 s                       | 5e            |
| 25 | David Parkes     | Stuart Green          | Ford Escort RS1600         | 2      | 8e à 1 h 12 min 56 s                       | 6e            |
| 27 | Glenn McIntyre   | Dennis Roderick       | Ford Escort RS1600         | 2      | 9e à 1 h 15 min 08 s                       | 7e            |
| 28 | Malcolm Stewart  | Peter Barnie          | Ford Escort Mexico         | 2      | 13e à 1 h 43 min 55 s                      | 10e           |
| 32 | Morrie Chandler  | Don Campbell          | Mitsubishi Lancer          | 2      | 10e à 1 h 23 min 53 s                      | 8e            |
| 61 | Graham Crawford  | Alister Greave        | Mazda RX-3                 | 1      | 14e à 1 h 53 min 44 s                      | 1er           |

## Classements des championnats à l'issue de la course

### Constructeurs
- attribution des points : 10, 9, 8, 7, 6, 5, 4, 3, 2, 1 respectivement aux dix premières marques de chaque épreuve, additionnés de 8, 7, 6, 5, 4, 3, 2, 1 respectivement aux huit premières de chaque groupe (seule la voiture la mieux classée de chaque constructeur marque des points). Les points de groupe ne sont attribués qu'aux concurrents ayant terminé dans les dix premiers au classement général.
- seuls les sept meilleurs résultats (sur dix épreuves) sont retenus pour le décompte final des points.

| Pos. | Marque        | Points | M-C  | POR  | SAF  | ACR  | ARG  | NZL  | SAN | COR | RAC | BAN |
| ---- | ------------- | ------ | ---- | ---- | ---- | ---- | ---- | ---- | --- | --- | --- | --- |
| 1    | Fiat          | 86     | 10+8 | 10+8 | -    | 8+7  | 10+8 | 9+8  |     |     |     |     |
| 2    | Datsun        | 67     | -    | -    | 10+8 | 9+8  | 7+7  | 10+8 |     |     |     |     |
| 3    | Mercedes-Benz | 61     | -    | 7+6  | 8+8  | -    | 9+8  | 8+7  |     |     |     |     |
| 4    | Ford          | 57     | 2+6  | 4+8  | -    | 10+8 | 5+6  | 4+4  |     |     |     |     |
| 5    | Opel          | 38     | 7+5  | -    | 6+7  | 7+6  | -    | -    |     |     |     |     |
| 6    | Lancia        | 20     | 9+7  | -    | -    | 2+2  | -    | -    |     |     |     |     |
| 7    | Toyota        | 18     | -    | 5+4  | -    | 5+4  | -    | -    |     |     |     |     |
| 8    | Talbot        | 16     | -    | 8+8  | -    | -    | -    | -    |     |     |     |     |
| 9    | Volkswagen    | 14     | 6+8  | -    | -    | -    | -    | -    |     |     |     |     |
| 9=   | Peugeot       | 14     | -    | -    | -    | 1+1  | 6+6  | -    |     |     |     |     |
| 11   | Vauxhall      | 12     | -    | -    | -    | -    | -    | 5+7  |     |     |     |     |
| 12   | Porsche       | 10     | 2+8  | -    | -    | -    | -    | -    |     |     |     |     |
| 13   | Mitsubishi    | 7      | -    | -    | -    | -    | -    | 1+6  |     |     |     |     |
| 14   | FSO           | 2      | -    | 1+1  | -    | -    | -    | -    |     |     |     |     |

### Pilotes
- attribution des points : 20, 15, 12, 10, 8, 6, 4, 3, 2, 1 respectivement aux dix premiers de chaque épreuve.
- seuls les sept meilleurs résultats (sur douze épreuves) sont retenus pour le décompte final des points.

| Pos. | Pilote           | Marque                        | Points | M-C | SUE | POR | SAF | ACR | ARG | FIN | NZL | SAN | COR | RAC | BAN |
| ---- | ---------------- | ----------------------------- | ------ | --- | --- | --- | --- | --- | --- | --- | --- | --- | --- | --- | --- |
| 1    | Walter Röhrl     | Fiat                          | 83     | 20  | -   | 20  | -   | 8   | 20  | -   | 15  |     |     |     |     |
| 2    | Markku Alén      | Fiat                          | 47     | -   | -   | 15  | -   | 12  | -   | 20  | -   |     |     |     |     |
| 3    | Timo Salonen     | Datsun                        | 45     | -   | 4   | -   | -   | 15  | -   | 6   | 20  |     |     |     |     |
| 4    | Björn Waldegård  | Fiat, Mercedes-Benz¹          | 43     | 12  | 12  | 10¹ | 1¹  | -   | -   | -   | 8¹  |     |     |     |     |
| 5    | Anders Kulläng   | Opel                          | 40     | 10  | 20  | -   | -   | 10  | -   | -   | -   |     |     |     |     |
| 6    | Hannu Mikkola    | Ford, Mercedes-Benz¹          | 37     | -   | 10  | -   | -   | -   | 15¹ | -   | 12¹ |     |     |     |     |
| 7    | Ari Vatanen      | Ford                          | 35     | -   | -   | -   | -   | 20  | -   | 15  | -   |     |     |     |     |
| 8    | Shekhar Mehta    | Datsun                        | 30     | -   | -   | -   | 20  | -   | 10  | -   | -   |     |     |     |     |
| 9    | Per Eklund       | Volkswagen, Datsun¹, Triumph² | 23     | 8   | 3¹  | -   | -   | -   | -   | 12² | -   |     |     |     |     |
| 10   | Björn Johansson  | Opel                          | 18     | -   | 8   | -   | -   | -   | -   | 10  | -   |     |     |     |     |
| 11   | Bernard Darniche | Lancia                        | 15     | 15  | -   | -   | -   | -   | -   | -   | -   |     |     |     |     |
| 11=  | Stig Blomqvist   | Saab                          | 15     | -   | 15  | -   | -   | -   | -   | -   | -   |     |     |     |     |
| 11=  | Rauno Aaltonen   | Datsun                        | 15     | -   | -   | -   | 15  | -   | -   | -   | -   |     |     |     |     |
| 14   | Guy Fréquelin    | Talbot                        | 12     | -   | -   | 12  | -   | -   | -   | -   | -   |     |     |     |     |
| 14=  | Vic Preston Jr   | Mercedes-Benz                 | 12     | -   | -   | -   | 12  | -   | -   | -   | -   |     |     |     |     |
| 14=  | Carlos Reutemann | Fiat                          | 12     | -   | -   | -   | -   | -   | 12  | -   | -   |     |     |     |     |
| 14=  | Ove Andersson    | Toyota                        | 12     | -   | -   | 6   | -   | 6   | -   | -   | -   |     |     |     |     |
| 18   | Mike Kirkland    | Datsun                        | 10     | -   | -   | -   | 10  | -   | -   | -   | -   |     |     |     |     |
| 18=  | George Fury      | Datsun                        | 10     | -   | -   | -   | -   | -   | -   | -   | 10  |     |     |     |     |
| 20   | Ingvar Carlsson  | BMW, Mercedes-Benz¹           | 9      | -   | 1   | 8¹  | -   | -   | -   | -   | -   |     |     |     |     |
| 20=  | Attilio Bettega  | Fiat                          | 9      | 6   | -   | -   | -   | 3   | -   | -   | -   |     |     |     |     |